# Sinterklaaslopen
Sinterklaaslopen (Gronings: Sunnerkloaslopen) is een volksfeest in het dorp Zoutkamp in de Nederlandse provincie Groningen dat daar op de zaterdag voor, op, of na Sint-Nicolaasdag wordt gevierd. In het algemeen wordt de zaterdag het dichtst bij 5 december hiervoor gekozen.
Zowel mannen als vrouwen gaan dan 's avonds in het donker gemaskerd en verkleed over straat en gaan huizen binnen waar licht brandt. De lopers proberen onherkenbaar te blijven. Veel kostuums hebben een knipoog of een kritische noot over recente gebeurtenissen in het dorp.
De mensen thuis proberen door vragen te stellen, waarop de sinterklaaslopers alleen maar mogen knikken of schudden, erachter te komen wie schuil gaat achter het masker (Schebelskop in het Gronings). Zodra ze zijn geraden, gaat het masker af en wordt hen een borrel aangeboden.
Nadat ze langs huizen zijn geweest waar licht brandt, gaan ze de avond afsluiten bij het kegelhuis (Zoutkamp) en wint degene met het mooiste kostuum een prijs.
Sinterklaaslopen vertoont overeenkomsten met vergelijkbare feesten die gevierd worden in dezelfde periode van het jaar op de Waddeneilanden, zoals Klozum op Schiermonnikoog, Klaasohm op Borkum, Opkleden op Vlieland, Sunderum op Terschelling, Sunderklazen op Ameland en Ouwe Sunderklaas op Texel. Vergelijkbare feesten bestonden op Wangerooge, Helgoland en in Harlingen. Vergelijk ook het Nuutinpäivä op 13 januari.